# مالونتا
مالونتا (به لاتین: Malounta) یک روستا در قبرس است که در ناحیه نیکوزیا واقع شده‌است.

## خصوصیات
مالونتا  ۴۰۲ نفر جمعیت دارد.